# Балберта
Балберта (ісп. Balberta) — руїни міста цивілізації мая в департаменті Ескуїнтла (Гватемала).

## Історія
Стародавня назва невідома. Заснований близько 50 року (кінець докласичного періоду) на прибережній рівнині Тихого океану. Достеменно невідомо про політичну систему міста і наявність у місті держави. На думку більшості дослідників держава могла сформуватися у II столітті.
Встановлення міцних торговельних зв'язків з містами мая у південних низинах, а також з центральною Мексикою, насамперед державою з містом Теотіуакан сприяло економічному піднесенню Балберти. Найважливішими товарами, що експортувала Балберта, були какао-боби і бавовна. Також торгівля велася мушлями молюсків, морськими рибами і тваринами. Навзаєм отримувала зелений обсидіан та керамічні вироби.
У 200 році Балберта вже була великим регіональним центром мая. Розквіт тривав упродовж III—IV століть, в цей час відбулися розбудова міста, стрімке соціальне розшарування. При підтримці Теотіуакана володарі Балберти зуміли завдати поразки своєму супернику — Камінальхую.
Втім близько 400 року місто було залишено жителями. Більшість вчених причинами цьому називають зміну відносин з Теотіуаканом, який саме в цей період розпочав експансію стосовно більшості міст мая, зокрема в Петені у 385 році було встановлено «Новий порядок», старі династії повалені, замінені на нові. Схожий процес відбувався на тихоокеанському узбережжі. Вважається, що війська Теотіуакана завдали нищівного удару Балберті, замість якої заснували власну торговельну факторію, відому тепер як Монтана.

## Опис
Розташовано на тихоокеанському узбережжі департаменту Ескуінтла, неподалік від міста Ла-Демокарція, між річками Ла-Гомера і Ачигуатой, на відстані 6 км від руїн Сан-Антоніо, 19 км від узбережжя, 90 км — Камінальхую. Знаходиться на висоті 34 м над рівнем моря на пласкій прибережній рівнині завширшки близько 30 км.
Загальна площа становить 18 га. Виявлено 22 комплекси будівель різного призначення. Вони зводилися на площах, що зводилися на вирівняних пагорбах. Основна частина центру міста розташована на платформі Плаза, де знаходяться 16 основних комплексів, що складаються зі споруд і пірамід, розташовані в п'ять рядків. Її оточують висока стіна та рів, куди спрямовувався природний водотік. Сама платформа Плаза має 2 м заввишки, площею 360×200 м. У центрі платформи розташовується Споруда 10 заввишки 10 м і 68 м завширшки в основі.
На північ від платформи Плаза розташовується Споруда 1 (інша назва Велика платформа). Археологи виявили 3 етапи її спорудження. Має 7 м заввишки, площею 190×160 м. Тут виявлено низку поховань знаті.
Від Споруди 3 на схід тягнеться сакбе, що має 6 м завширшки.
Більшість поховань були орієнтовані зі сходу на захід з черепом на захід, інші — з півночі на південь з черепом на північ.
Під час археологічних розкопок було знайдено велику кількість виробів з нефриту, кераміки (більшість — 400 — для какао-бобів) і обсидіану, що датуються 150—300 роками. Цікавими є вироби з зеленого та сірого обсидіану. Більшість з 154 шматків зеленого обсидіану знайдено у Споруді 1.

## Історія дослідження
Перші значні археологічні розкопки відбулися у 1984—1987 роках. У 1990-х роках значні дослідження здійснював Фредерік Бове. Наступні тривали у 2000—2005 роках.